# Лингваглоса
Лингваглоса (итал. Linguaglossa) је насеље у Италији у округу Катанија, региону Сицилија.
Према процени из 2011. у насељу је живело 5234 становника. Насеље се налази на надморској висини од 556 м.

## Становништво
Према резултатима пописа становништва 2011. у општини је живело 5.416 становника.
| 1951. | 1961. | 1971. | 1981. | 1991. | 2001. | 2011. |
| ----- | ----- | ----- | ----- | ----- | ----- | ----- |
| 6.593 | 6.158 | 5.555 | 5.539 | 5.393 | 5.432 | 5.416 |